# Körös-barlang
A Körös-barlang Magyarország fokozottan védett barlangjai közül az egyik. A legnagyobb tengerszint feletti magasságon elhelyezkedő barlang Magyarországon. A Bükki Nemzeti Parkban található.

## Leírás
A Virágos-sár-hegy és a Körös-bérc között nyílik a két méter magas és öt méter széles, íves bejárata. A bejárati részén egy nagy méretű felszakadás nyílik az öt méterrel magasabban fekvő felszínre. Középső triász és felső triász mészkőben keletkezett. A felszíntől 2–6 méterre húzódik. Idős, pusztuló, inaktív forrásbarlang. A vízszintes kiterjedése 40 méter. A bejárásához csak lámpa kell. Szabadon látogatható.
Nevét a Körös-bérc névről kapta. Előfordul irodalmában Köris kürtő barlang (Kordos 1984), Körös-bérci-barlang (Gazdag 1990), Köröskő-barlang (Bertalan 1976), Köröskő lyuk (Fényes 1851), Köröskő-lyuk (Sásdi 2003), Körös-lyuk (Sásdi 2003), Kőrös-barlang (Kadić 1933), Kőrös-bérci-barlang (Hevesi 2002), Kőrös-lyuk (Hevesi 2002), Nyáj-barlang (Bertalan 1976) és Nyáj-barlangja (Bartalos 1909) neveken is. 1976-ban volt először Körös-barlangnak nevezve a barlang az irodalmában.

## Kutatástörténet
Először, 1851-ben Fényes Elek írta le röviden Köröskő lyuk néven. A leírás szerint 300 sertés könnyen elfér benne. 1929-ben Kadić Ottokár szerkesztette meg első barlangtérképeit, egy alaprajzi barlangtérképet és egy hosszmetszet barlangtérképet, valamint próbaásatás történt ekkor. 1941 nyarán egy nagyobb ásatást végzett a barlangban. Az Országjárás 1942. évi évfolyamában meg lett említve, hogy a Bükk hegység egyik nevezetes barlangja, amely Szilvásvárad határában, a Körös-bérc teteje alatt található.
Az 1944. évi Barlangkutatásban kiadott, Kadić Ottokár és Mottl Mária által írt publikációban részletesen le van írva a barlang és ismertetve van Kadić Ottokár barlangban végzett kutatása. Az ásatáskor hat réteget különített el, amelyek gazdag középső és felső pleisztocén faunát tartalmaztak. Barlangi medve és barlangi oroszlán csontok is előkerültek kitöltésből. A talált néhány cserépedény töredék és egyéb tárgy újkőkorszaki. Kadić Ottokár ajánlotta Pallavicini Alfonznak, a terület tulajdonosának az itt észlelt guanó kitermelését és ez végre is lett hajtva. 1944-ben védett természeti értékké nyilvánították.
Az 1976-ban kiadott, Bertalan Károly és Schőnviszky László által összeállított Magyar barlangtani bibliográfia barlangnévmutatójában meg van említve a Bükk hegységben, Szilvásváradon lévő barlang Kőrös-barlang néven Nyáj-barlangja névváltozattal. A barlangnévmutatóban fel van sorolva 7 irodalmi mű, amelyek foglalkoznak a barlanggal.
Az 1976-ban befejezett, Magyarország barlangleltára című kézirat szerint a Bükk hegységben, Szilvásváradon elhelyezkedő Körös-barlang további nevei Köröskő-barlang és Nyáj-barlang. A Körös-bérc D-i oldalán, a hegytető alatt, kb. 930 m tszf. magasságban van a széles, ív alakú bejárata. A teremsorozatból álló barlang 40 m hosszú. Kitöltéséből pleisztocén csontmaradványok kerültek elő. A kézirat barlangra vonatkozó része 1 publikáció alapján lett írva.
Az 1977-ben kiadott, Hevesi Attila által szerkesztett könyv Dénes György által írt részében az olvasható, hogy valószínűleg a hegység legidősebb barlangja. Az 1979-ben napvilágot látott Barlangok a Bükkben című könyv szerint a Kőrös-barlang, más néven Nyáj-barlangja 38 m hosszú. Állatok tanyája is volt nevének megfelelően. A könyvhöz mellékelt, a Bükk hegység barlangokban leggazdagabb területét bemutató térképen látható a 103-as számmal jelölt barlang földrajzi elhelyezkedése. Az 1984-ben megjelent Magyarország barlangjai című könyv országos barlanglistájában szerepel a Bükk hegységben lévő barlang Körös-barlang néven Köröskő-barlang, Nyáj-barlang és Köris kürtő barlang névváltozatokkal. A listához kapcsolódóan látható az Aggteleki-karszt és a Bükk hegység barlangjainak földrajzi elhelyezkedését bemutató 1:500 000-es méretarányú térképen a barlang földrajzi elhelyezkedése.

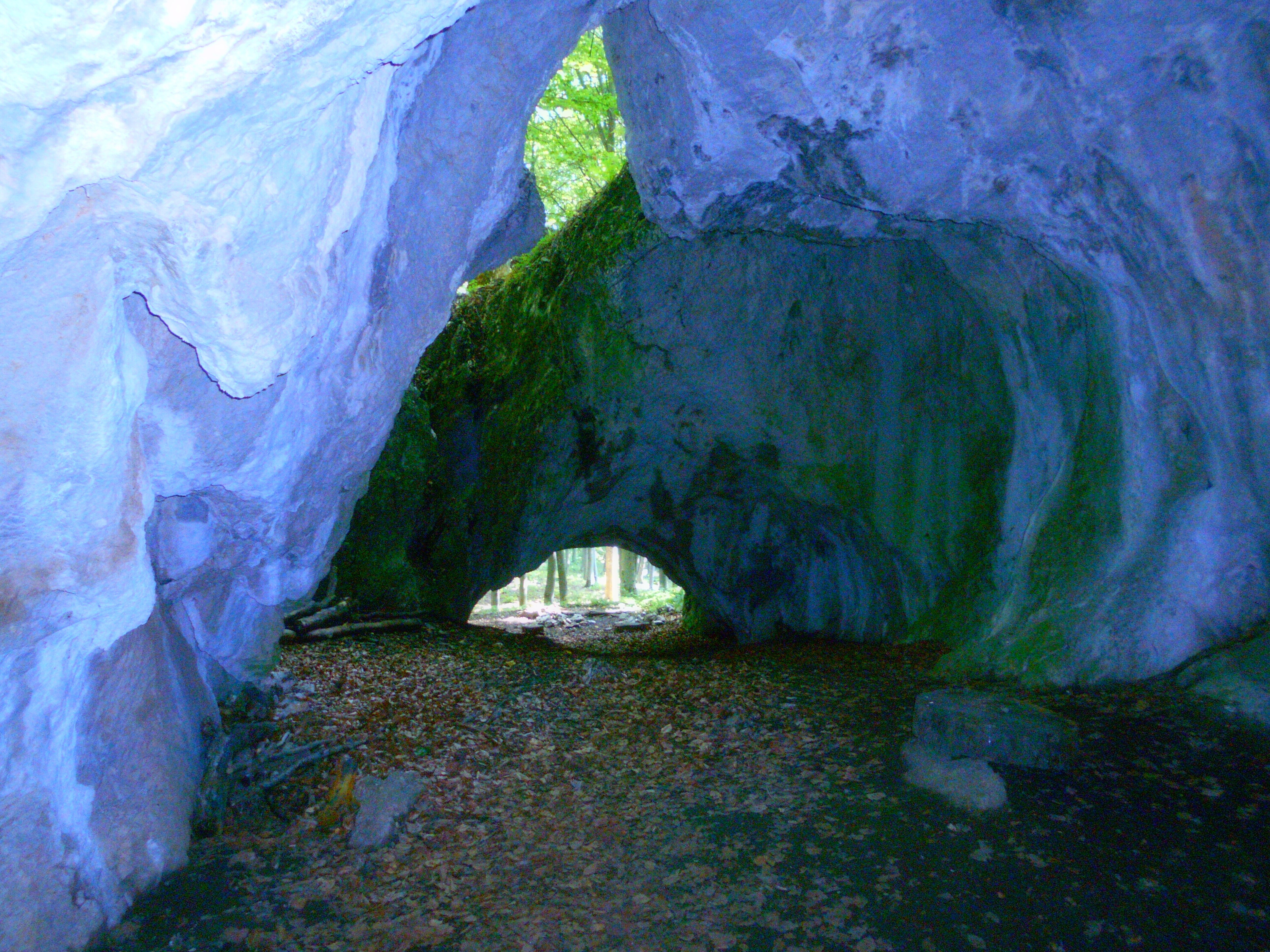
A Körös-barlang belseje (2019)

1987-ben Juhász Márton készített új alaprajz térképet és új hossz-szelvény térképet. 1988-ban történt a második rétegazonosító ásatás az üregben, amelyet Hír János vezetett. Ekkor sok fajból álló kisemlősfauna került elő belőle és ismertté vált addig előkerült leleteinek kora, valamint a rétegsor alján halfogak is voltak. 1989-ben Hír János újabb őslénytani ásatást végzett. 1990-ben Hír Jánosnak volt kutatási engedélye a barlang kutatásához. 1991-ben a MÁFI Barlangkutató Csoport tagjai mérték fel és szerkesztettek alaprajz térképet, kiterített hosszmetszet térképet, valamint keresztszelvényeket.
1991–1993-ban Sásdi László kutatta földtani szempontból. Megállapította, hogy a Körös-barlang inaktív forrásbarlang, amely a pliocénben volt aktív. 1993. április 8-tól a környezetvédelmi és területfejlesztési miniszter 12/1993. (III. 31.) KTM rendelete szerint a Bükk hegységben lévő Kőrös-barlang fokozottan védett barlang. Elhelyezkedése, földtani és őslénytani értéke miatt lett fokozottan védett barlang. 2001. május 17-től a környezetvédelmi miniszter 13/2001. (V. 9.) KöM rendeletének értelmében a Bükk hegység területén lévő Körös-barlang fokozottan védett barlang. Egyidejűleg a fokozottan védett barlangok körének megállapításáról szóló 1/1982. (III. 15.) OKTH rendelkezés hatályát veszti. A 2003-ban kiadott Magyarország fokozottan védett barlangjai című könyvben az olvasható, hogy 42 méter hosszú, 8 méter magas, 8 méter függőleges kiterjedésű és 40 méter vízszintes kiterjedésű.
A 2005-ben megjelent Magyar hegyisport és turista enciklopédia című kiadványban önálló szócikke van a barlangnak. A szócikk szerint a Körös-barlang a Bükk hegységben található és fokozottan védett természeti érték, amely 1944-től védelem alatt áll. A Nagy-fennsíkon, 932 m tszf. magasságban van a bejárata. Magyarország legmagasabban elhelyezkedő barlangja a fosszilis forrásüreg. A 42 m hosszú és tág szelvényű barlang triász mészkőben jött létre, valamint bejárati szakaszán a felszínre nyílik. Kitöltésében gazdag középső pleisztocén gerinces faunát, illetve a felszínről már lepusztult, az egykori miocén fedőhegységből származó üledékréteget fedeztek fel. Csak lámpa kell a szabadon bejárható barlang látogatásához.
2005. szeptember 1-től a környezetvédelmi és vízügyi miniszter 23/2005. (VIII. 31.) KvVM rendelete szerint a Bükk hegységben lévő Körös-barlang fokozottan védett barlang. 2013. augusztus 12-től a belügyminiszter 43/2013. (VIII. 9.) BM rendelete szerint a Heves megyei, szilvásváradi, 5341-17 barlangkataszteri számú és 23895 lelőhely-azonosítójú Körös-barlang régészeti szempontból jelentős barlangnak minősül. Nyírő Ádám Artúr 2015. évi szakdolgozatában meg van említve, hogy a Körös-barlang azok közé a barlangok közé tartozik, amelyekről a szakirodalom alapján egyértelműen nem megállapítható, hogy késő bronzkori lelőhelyek-e, de eldönthetnék a kérdést további kutatások. 2015. november 3-tól a földművelésügyi miniszter 66/2015. (X. 26.) FM rendelete szerint a Körös-barlang (Bükk hegység) fokozottan védett barlang.

## További irodalom
- Dancza János: Fűtési gondok a jégkorszakban. Búvár, 1939. 347–351. old.
- Fényes Elek: Magyarország geographiai szótára. Pest, 1851. 4. köt. Szilvás településnél van leírva. (Reprint: Budapest, 1984. ISBN 9630227002)